# Michael Knoche

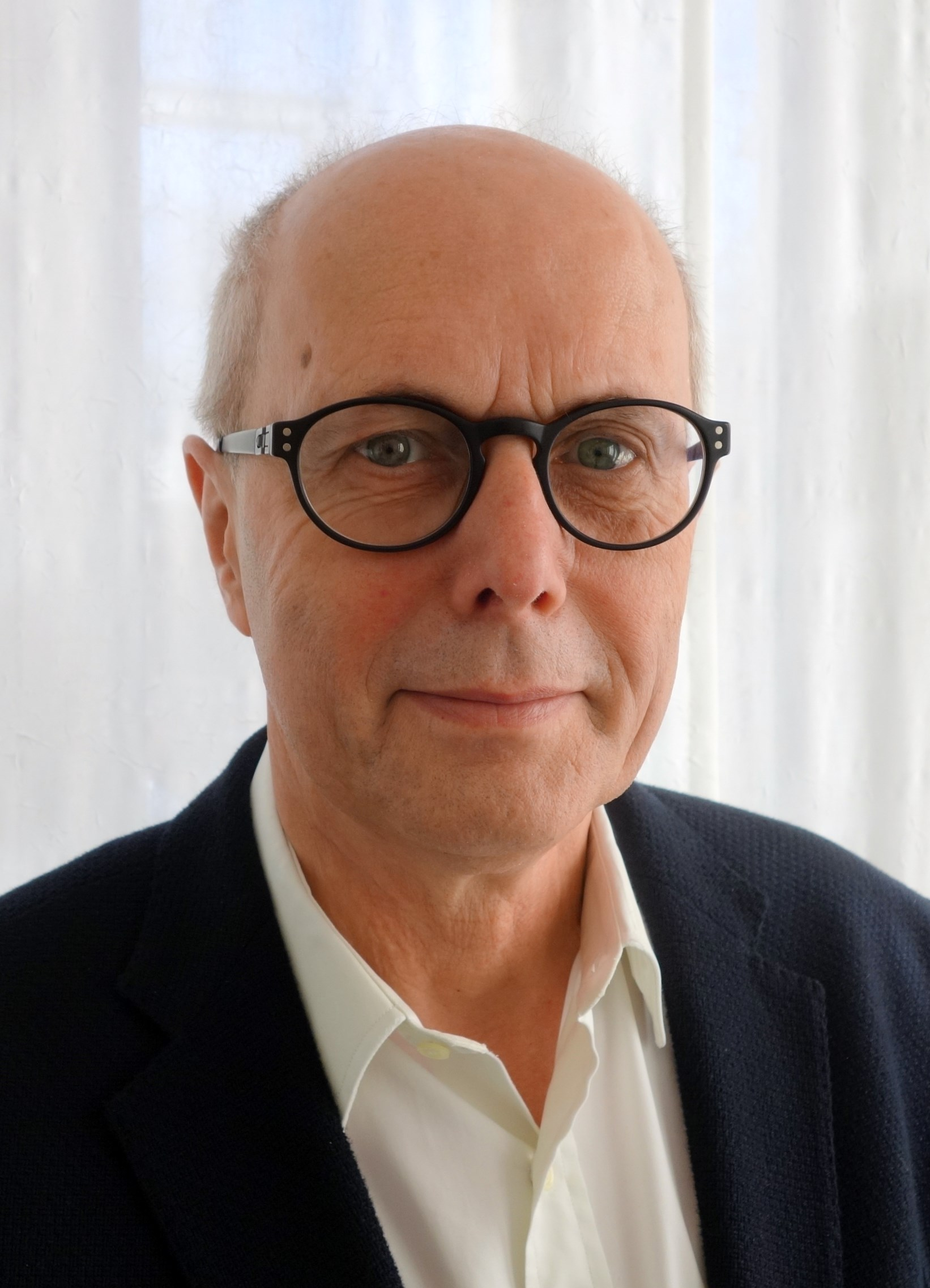
Michael Knoche (2018)

Michael Knoche (* 26. April 1951 in Werdohl) ist ein deutscher Germanist und Bibliothekar.

## Leben und Wirken
Knoche besuchte das altsprachliche Staatliche Görres-Gymnasium (Düsseldorf), wo er 1970 das Abitur ablegte. Er studierte von 1971 bis 1979 in Tübingen Germanistik, Katholische Theologie und Philosophie und schloss sein Studium mit einem Staatsexamen in diesen Fächern ab. Von 1978 bis 1980 machte er eine Ausbildung für den höheren Bibliotheksdienst in Karlsruhe und Köln. 1985 folgte ebenfalls in Tübingen die Promotion in Germanistik zum Thema „Volksliteratur und Volksschriftenvereine im Vormärz. Literaturtheoretische und institutionelle Aspekte einer literarischen Bewegung“. Es folgten unter anderem Anstellungen als wissenschaftlicher Mitarbeiter beim Springer-Verlag in Heidelberg von 1986 bis 1990. Von 1991 bis 2016 war Knoche Direktor der Zentralbibliothek der deutschen Klassik (später Herzogin Anna Amalia Bibliothek). Seit 2019 ist er Mitglied des PEN-Zentrums Deutschland.

## Auszeichnungen
- 2008: Gutenberg-Preis der Stadt Mainz und der Internationalen Gutenberg-Gesellschaft
- 2008: Bundesverdienstkreuz am Bande
- 2013: International League of Antiquarian Booksellers „Patron of Honour Award“
- 2017: „Goldene Luther-Medaille“ der Luther-Stiftung

## Schriften (Auswahl)
- Volksliteratur und Volksschriftenvereine im Vormärz. Literaturtheoretische und institutionelle Aspekte einer literarischen Bewegung. Buchhändler-Vereinigung, Frankfurt am Main 1986, ISBN 978-3-7657-1369-9 (Dissertation, Archiv für Geschichte des Buchwesens; Bd. 27).
- Die Bibliothek brennt. Ein Bericht aus Weimar. 4., korr. und erw.  Auflage. Wallstein-Verlag, Göttingen 2013, ISBN 978-3-8353-1385-9.
- mit  Manfred Hamm, Claudia Kleinbub: Die Herzogin Anna Amalia Bibliothek. Ein Porträt. 2.,  Auflage. Otto Meissners Verlag, Berlin, ISBN 978-3-87527-124-9.
- Auf dem Weg zur Forschungsbibliothek. Studien aus der Herzogin Anna Amalia Bibliothek. Vittorio Klostermann, Frankfurt am Main 2016, ISBN 978-3-465-04278-5.
- Die Idee der Bibliothek und ihre Zukunft. 3.  Auflage. Wallstein-Verlag, Göttingen 2018, ISBN 978-3-8353-3236-2.
- Sortiments- und Verlagsgeschichte von 1722 bis 1950 (= 300 Jahre GRÄFE UND UNZER, Bd. 1). GRÄFE UND UNZER EDITION, München 2022, ISBN 978-3-8338-8757-4.